# Iridomyrmex conifer
Iridomyrmex conifer är en myrart som beskrevs av Auguste-Henri Forel 1902. Iridomyrmex conifer ingår i släktet Iridomyrmex och familjen myror. Inga underarter finns listade i Catalogue of Life.

## Bildgalleri

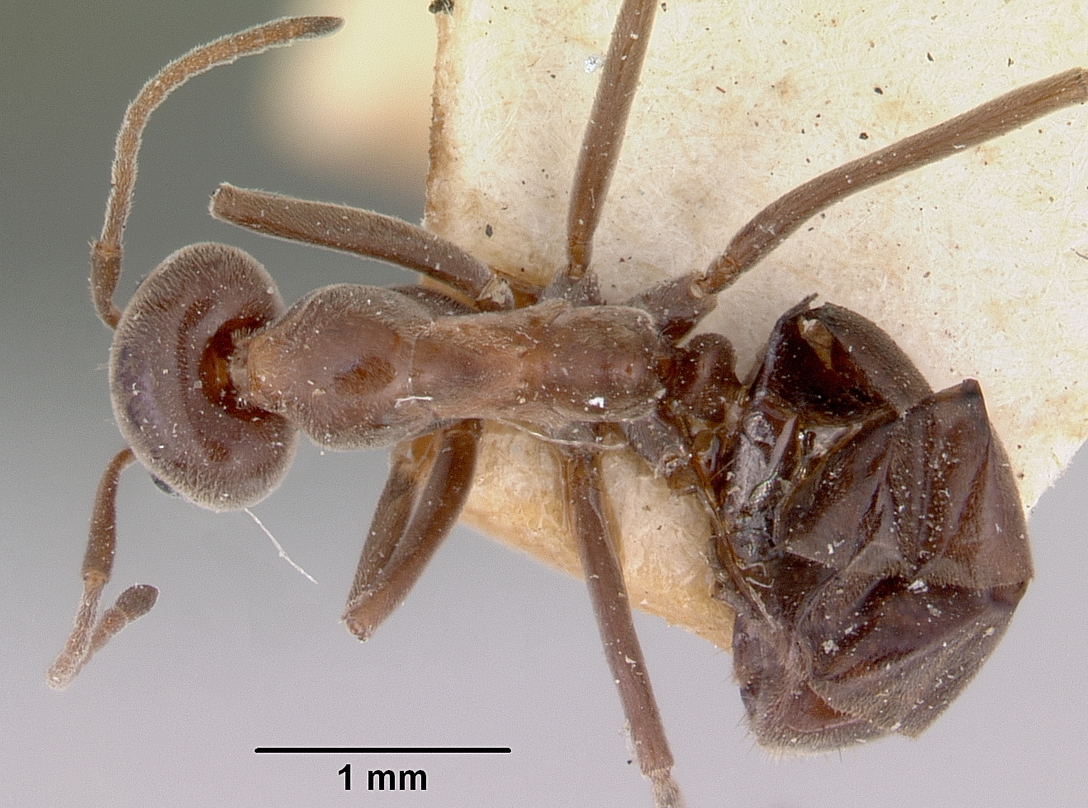
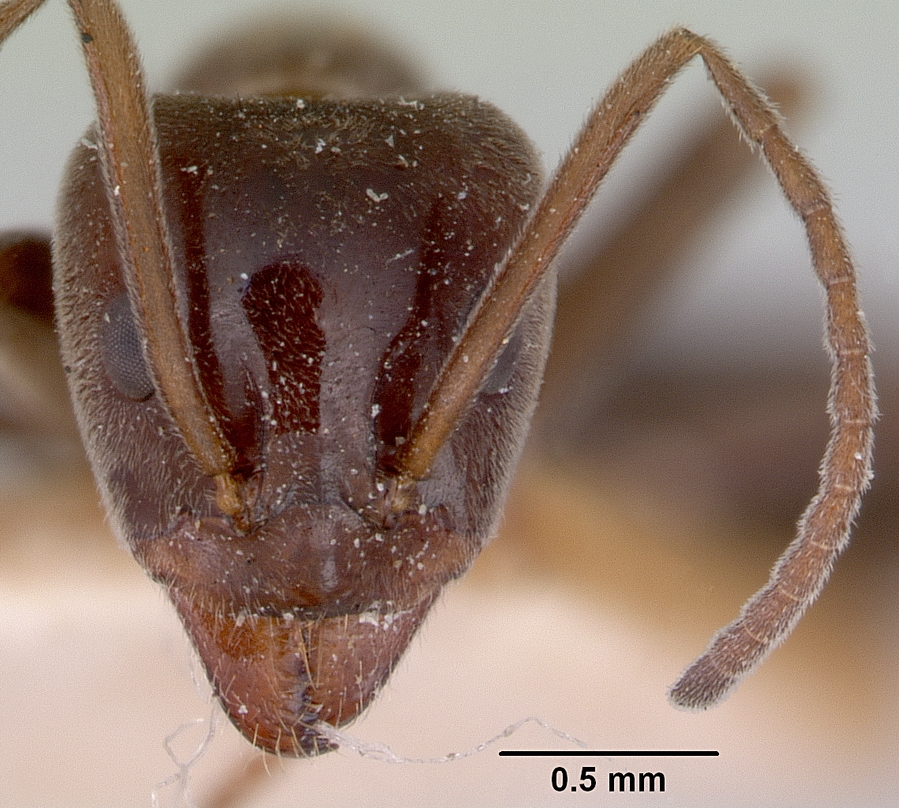
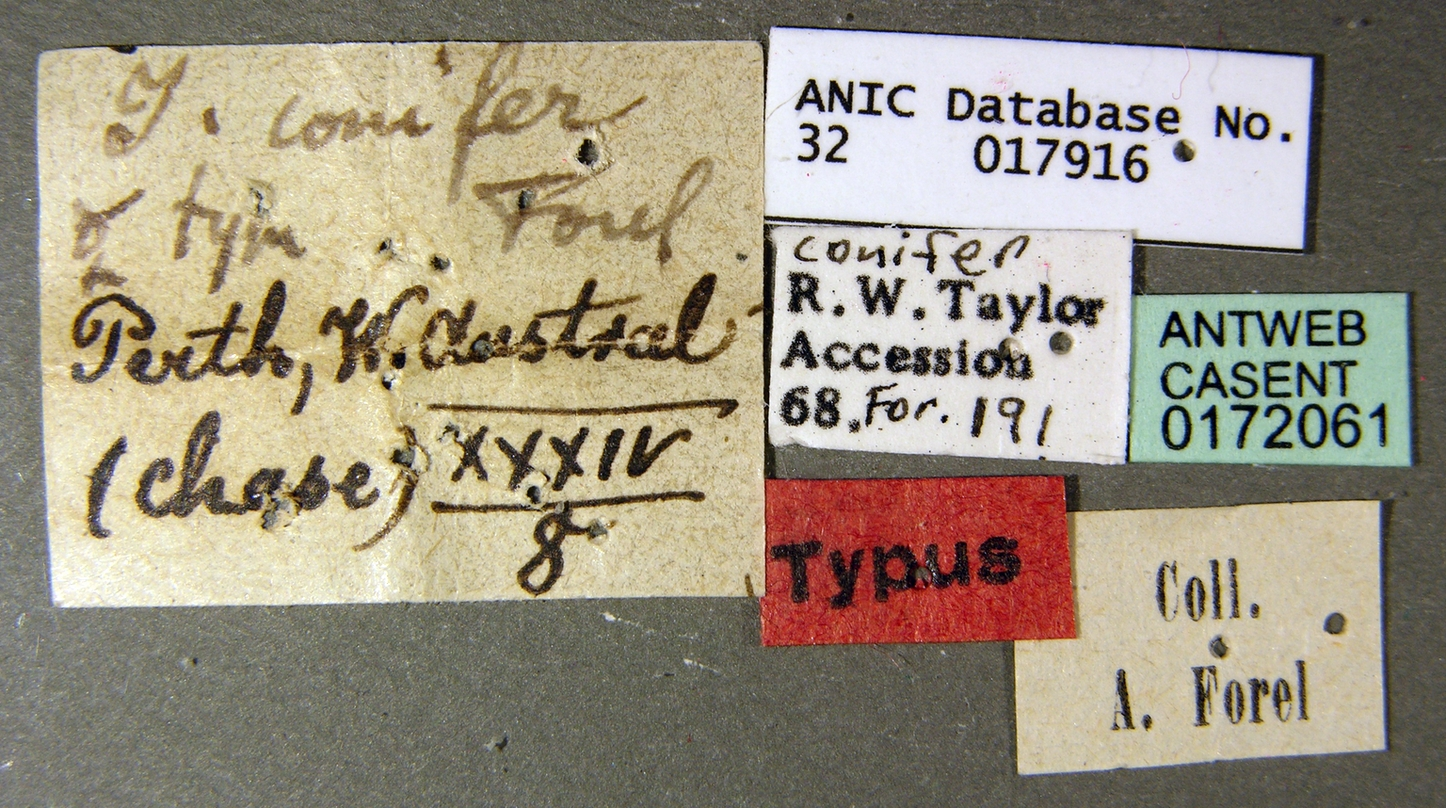
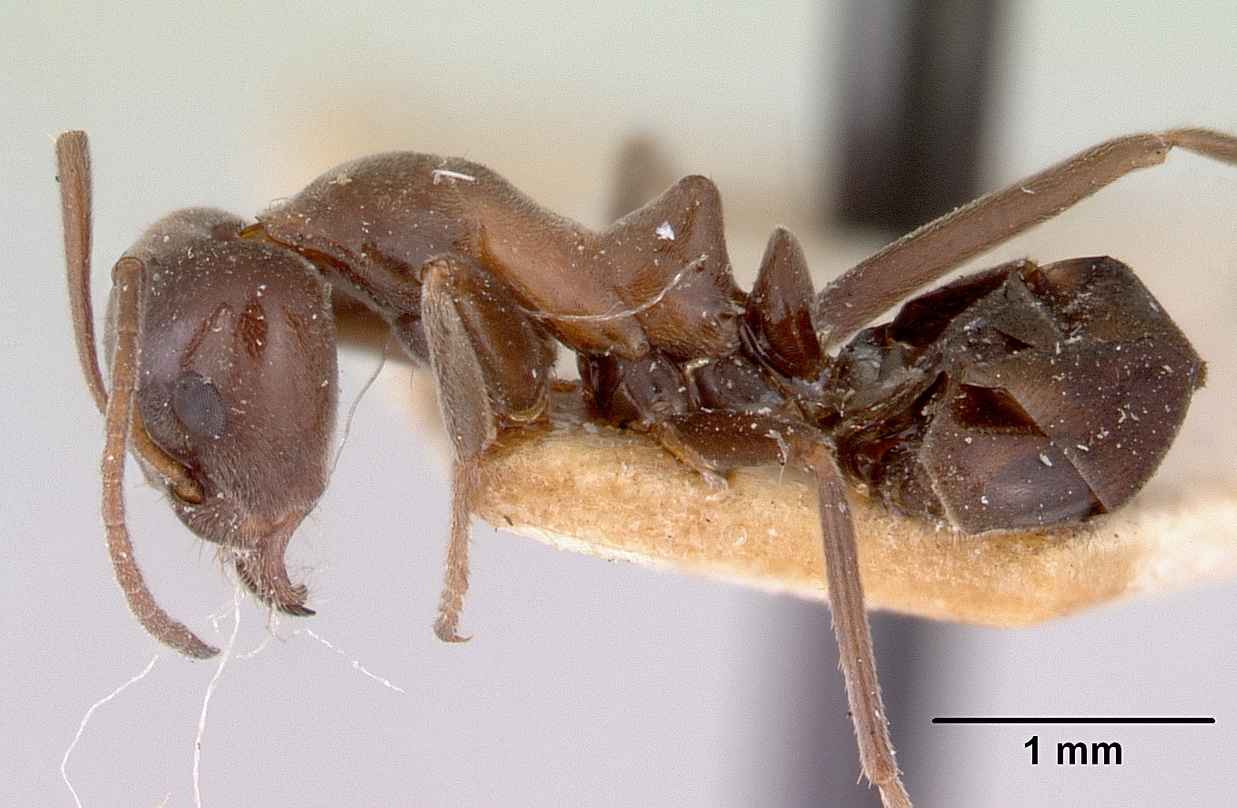